# Jorge Ribeiro
Jorge Miguel de Oliveira Ribeiro (Lisszabon, 1981. november 9. –) portugál válogatott labdarúgó, jelenleg az Aves játékosa. Posztját tekintve hátvéd.

## Sikerei, díjai
Benfica
- Portugál ligakupagyőztes (1): 2008–09

Vitória Guimarães
- Portugál kupadöntős (1): 2010–11

## Külső hivatkozások
- Jorge Ribeiro a national-football-teams.com honlapján